# Бобровское озеро (Псковская область)
Бобровское озеро (также Па́браярв (эст. Pabra järv), Ко́ссаярв (эст. Kossa järv), Ли́два (эст. Lidva)) — приграничное озеро в Печорском районе Псковской области, РФ и уезде Вырумаа, Эстония (эст. код:vee2156700). Акватория в границах России составляет 17,0 га. Имеется остров площадью 0,8 га, который также делит граница.
В источниках 1585–1587 годов упоминается как озерко Лидовское, примерно 1790 года — озеро Лядво, примерно 1866 года — оз. Бобровское, оз. Лидовское, 1882 года — Боброво оз., Лудовское озеро.

## География
Площадь зеркала варьирует от 77 летом до 93 га весной и осенью. Имеет форму вытянутой лягушки с головой на северо-восток. На запад в пределы Эстонии уходит залив Вунги длиной 850 м. Российско-эстонская граница подходит по середине озера Пабра (Бобровское) на протяжении 1,3 км через середину безымянного острова до устья ручья Кодаполене, который впадает в озеро на северо-востоке. С северо-запада в озеро впадает ручей Красный. В Эстонии два острова на озере именуются Руусаар (40 м длиной) и Пуусаар (70 м длиной). Из озера на юго-восток вытекает река Лидва, несущая свои воды в реку Кудеб. На российской стороне на берегу озера расположен населённый пункт Боброво. Берега озера местами сильно заболочены. В этих же болотах расположены и более мелкие озёра Тудсиярв с эстонской стороны, Стехновское озеро и Гагулинское озеро с российской стороны. Со стороны как России, так и Эстонии к озеру подходят 2 не связанные между собой дороги. К озеру местами также выходят леса, луга, огороды. Дно в центре покрыто илом, но на литорали встречаются песок, заиленный песок, ил, различного рода сплавины.

## Флора и фауна
Озеро классифицируется как слабощелочное дистрофическое с низкими концентрациями кислорода в воде. В ихтиофауне присутствуют: обыкновенная плотва, речной окунь, щука, золотой карась, линь, обыкновенный ёрш, красноперка, налим, язь, вьюн, щиповка, пескарь, речной рак. В целом однако низкопродуктивно. Степень зарастания озера 17 %. В водоёме учтено 23 вида макрофитов. Управление Роспотребнадзора Псковской области на основе анализа качества воды включило озеро в список водоёмов для купания в 2014 году.